# Calouste Gulbenkian
Calouste Sarkis Gulbenkian (tiếng Armenia: Գալուստ Սարգիս Կիւլպէնկեան) (23 tháng 3-1869–20 tháng 7-1955) là một doanh nhân và nhà từ thiện người Armenia. Ông đóng một vai trò quan trọng trong việc đưa dự trữ dầu ở Trung Đông vào khai thác và xuất cảng đi phương Tây. Đến cuối đời, ông trở thành một trong những cá nhân giàu có nhất thế giới và số tác phẩm nghệ thuật thu thập được của ông được xem là một trong những bộ sưu tập cá nhân đồ sộ nhất từng có.

## Tiểu sử
Calouste Gulbenkian được sinh ra ở Istanbul, là con trai của doanh nhân xuất nhập khẩu dầu người Armenia. Ông được cha gửi đi học kĩ sư dầu khí ở Trường Đại học Hoàng Gia London, và sau đó đi làm việc cho ngành công nghiệp dầu khí Nga ở Baku. Năm 20 tuổi, ông bắt đầu tham gia dàn xếp các cuộc đàm phán giữa các công ty dầu khí ở London. Sau khi nhập quốc tịch Anh năm 1902, ông tham gia vào vụ sáp nhập giữa hai công ty dầu khí Anh và Hà Lan với kết quả là tạo nên công ty Royal Dutch Shell, đồng thời ông cũng trở thành một cổ đông chính của công ty. Thói quen luôn giữ lại 5 phần trăm cổ phần của các công ty dầu mà ông tham gia phát triển khiến ông có biệt danh "Ông Năm phần trăm".
Năm 1912, Gulbenkian là người tham gia đàm phán chính trong việc thành lập công ty Turkish Petroleum (TPC)— một tập đoàn dầu khí lớn nhất châu Âu nhằm mục tiêu hợp tác thăm dò và tìm kiếm quyền khai thác dầu tại lãnh thổ Đế quốc Ottoman ở Iraq và ngăn chặn lợi nhuận rơi vào công ty khác. Với lời hứa đảm bảo quyền lợi từ Đế quốc Thổ, công việc của công ty trở nên suôn sẻ, nhưng Thế chiến thứ I bùng nổ ngăn cản nỗ lực của họ.
Sau Thế chiến I, đi cùng với thất bại của phe Đức Áo Hung, Đế quốc Ottoman sụp đổ và Iraq nằm dưới quyền thống trị của Anh. Do vậy lại diễn ra các cuộc thương lượng kéo dài và căng thẳng xung quanh việc xem lại quyền khai thác của công ty Turkish Petroleum. Kết quả sau đó, TPC được độc quyền thăm dò các mỏ dầu ở Iraq năm 1925. Việc khám phá ra mỏ dầu khổng lồ tại Baba Gurgur giúp công ty có thêm động lực kết thúc nhanh đàm phán vào tháng 7 năm 1928 trong "Hiệp định ranh giới Đỏ", quy định những công ty nào có thể đầu tư vào TPC và 5% cổ phần công ty được dành cho Gulbenkian. Tên công ty sau đó được đổi thành công ty Iraq Petronleum năm 1929. Thật sự thì trước đó, Pasha tức toàn quyền của Đế quốc Ottoman ở Iraq đã cho ông quyền khai thác toàn bộ các mỏ dầu ở đây, nhưng ông lại nhượng lại phần này cho những tập đoàn có khả năng khai thác dự trữ dầu khổng lồ này và ông nắm giữ một phần cổ phần của họ. Câu nói nổi tiếng của ông là: "Tốt hơn nên lấy một miếng nhỏ trong cái bánh lớn, hơn là một miếng lớn trong cái bánh nhỏ."
Gulbenkian tập hợp được một bộ sưu tập khổng lồ các tác phẩm và tạo tác nghệ thuật mà ông lưu giữ ở một bảo tàng tư nhân tại căn nhà của ông ở Paris. Trong căn nhà 4 tầng và 3 tầng hầm tọa lạc trên đại lộ d'Iéna được trang hoàng bởi vô số tác phẩm. Danh tiếng của ông càng lên cao khi ông cho Phòng tranh Quốc gia Anh mượn triển lãm 30 bức tranh và Viện Bảo tàng Anh mượn các bức điêu khắc Ai Cập. Ông cũng được bầu làm chủ tịch Tổng hội Từ thiện Armenia (AGBU) trong khoảng thời gian 1930–1932, và từ chức sau một chiến dịch bôi nhọ của Chính phủ Xô Viết Armenia.
Năm 1938, trước khi Thế chiến II nổ ra, Calouste Gulbenkian lập một công ty liên doanh với Panama nhằm nắm giữ một phần tài sản của ngày công nghiệp dầu khí nước này. Kết quả là Tập đoàn thăm dò Partex (hiện tại mang tên Tập đoàn dầu khí Partex (cổ phần) là một nhánh của Quỹ Calouste Gulbenkian đặt trụ sở ở Lisbon).
Khi Thế chiến II bắt đầu, ông nhận được sự miễn trừ ngoại giao với tư cách là Bộ trưởng của Iraq ở Paris. Ông ở lại với chính phủ Pháp sau khi quân Đức tiến vào nước này và phục vụ cho chính phủ Vichy với tư cách bộ trưởng Iran. Ông rời Pháp vào cuối năm 1942 để đến Lisbon và sống cho đến khi mất tại khách sạn Aviz. Người vợ Armenia của ông mất vào năm 1952. Họ có hai người con: con trai Nubar và con gái Rita, sau là vở của nhà ngoại giao Iran Kevork Loris Essayan.
Tại thời điểm từ trần vào năm 1955, tài sản của Gulbenkian ước tính trị giá trong khoảng từ 280 triệu đô la và 840 triệu đô la. Sau khi tất cả tài sản được truyền lại cho con của ông, bộ sưu tập các tác phẩm và tạo tác nghệ thuật được quyên cho Quỹ Calouste Gulbenkian (Fundação Calouste Gulbenkian), với 300.000–400.000 đô la dành cho việc khôi phục Thánh đường Echmiadzin ở Echmiadzin, Armenia, khi được sự cho phép của Liên bang Xô Viết. Quỹ này cũng phục vụ cho việc từ thiện, giáo dục, nghiên cứu khoa học và nghệ thuật, đồng thời được ủy thác cho một người bạn lâu năm của ông ở Baron Radcliffe thuộc Werneth, Lisbon luật sư José de Azeredo Perdigão, và con rể Kevork Loris Essayan. Quỹ này đã thành lập Bảo tàng Calouste Gulbenkian (Museu Calouste Gulbenkian) ở để trưng bày bộ sưu tập của ông.

## Sách xuất bản
- La Transcaucasie et la péninsule d'Apchéron; souvenirs de voyage, Éditeur: Paris, Librairie Hachette, 1891. OCLC 3631961.

### Tổng quát
- "Calouste Gulbenkian mất năm 86 tuổi; Một trong những người giàu nhất thế giới: nhà tài phiệt dầu khí, người sưu tập các tác phẩm nghệ thuật ở Obscurity, đi trong một chiếc xe thuê". Thời báo New York. 21 tháng 7 năm 1955, tr. 23. (Truy cập via ProQuest Historic Newspapers, Thời báo New York (1857–Current file), Mã tư liệu 83363695).
- "Chúc thư Gulbenkian về việc thành lập quỹ từ thiện". Thời báo New York. 23 tháng 7 năm 1955, tr. 5. (Access via ProQuest Historical Newspapers, Thời báo New York(1857–Current file), Mã tư liệu 84151580).

### Chi tiết
1. ↑  "Calouste Gulbenkian Dies at 86. One of the Richest Men in the World. Oil Financier, Art Collector Lived in Obscurity, Drove in Rented Automobile". Thời báo New York. ngày 21 tháng 7 năm 1955. Truy cập ngày 7 tháng 5 năm 2009.
2. ↑  "Solid Gold Scrooge". Time magazine. ngày 23 tháng 7 năm 1958. Bản gốc lưu trữ ngày 12 tháng 8 năm 2013. Truy cập ngày 7 tháng 5 năm 2009.
3. ↑  Norwich, J. J., & Henson, B. (1987). Ông năm phần trăm: câu chuyện về Calouste Gulbenkian. [S.l.]: Home Vision. ISBN 9780780007550, OCLC 31611185.